# Flotila 86 Aeriană
La base della forza aerea romena Baza 86 Aeriană "Locotenent aviator Gheorghe Mociorniţă" è sede della Flotila 86 Aeriană a Borcea, distretto di Călărași. È sede delle squadriglie 861 e 862 caccia operative con MiG-21 LanceR e della 863 elicotteri con sede a Mihail Kogălniceanu Airport, operativa con IAR 330L.
Dal 1997 la base è in rinnovamento per poter raggiungere gli standard NATO. Dal 2001 sono operativi i MiG-21 LanceR.
Dal 2016 la base ospita i primi esemplari del caccia F-16 ammodernato dopo l'acquisto dal Portogallo. In totale i velivoli F-16 operativi saranno 12 sulle due squadriglie.